# Piringsdorf
Piringsdorf (węg. Répcebónya, burg.-chorw. Piringštof) – gmina w Austrii, w kraju związkowym Burgenland, w powiecie Oberpullendorf. 1 stycznia 2014 liczyła 856 mieszkańców.